# Szakal

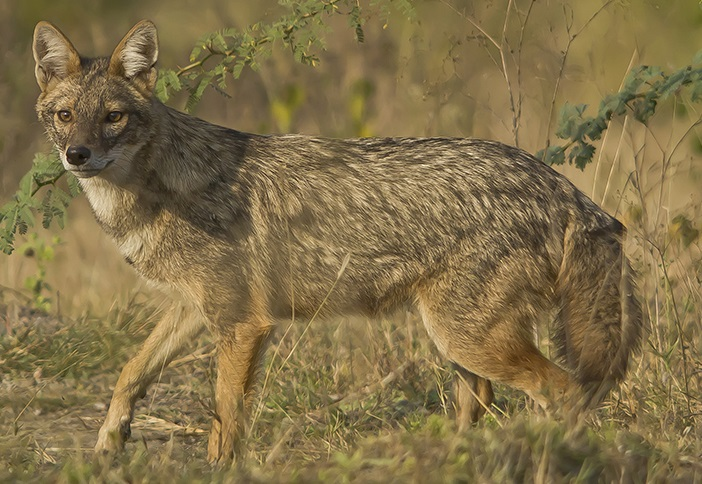
Szakal złocisty (Canis aureus)

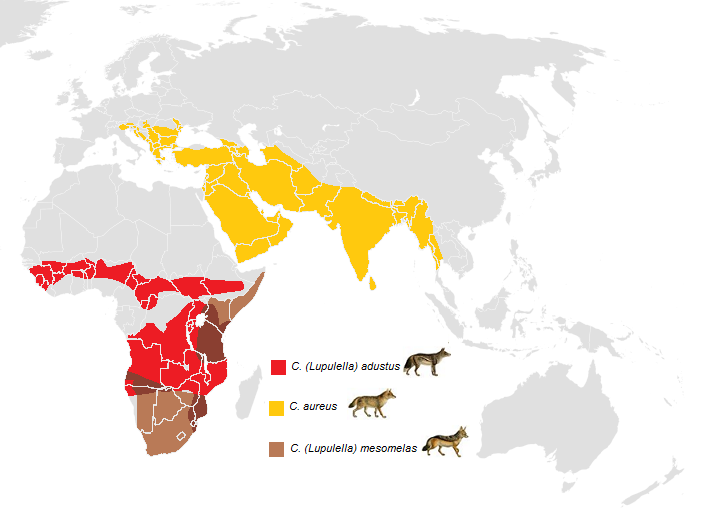
Zasięg występowania

Szakal – nazwa kilku gatunków średniej wielkości drapieżników z plemienia Canini. Szakale są mniejsze od wilków szarych, mają krótkie kończyny i bardziej wysmukły pysk. Żywią się drobnymi zwierzętami, padliną i roślinami. Najpospolitszym gatunkiem jest szakal złocisty, zamieszkujący Azję oraz południowo-wschodnią Europę.

## Gatunki
- Canis aureus – szakal złocisty
- Canis lupaster – wilk egipski (dawniej uznawany za podgatunek szakala złocistego[1])
- Canis simensis – szakal etiopski (kaberu)
- Lupulella adusta – szakal pręgowany
- Lupulella mesomelas – szakal czaprakowy

Nazwą „szakal” zwykle określane są tylko C. aureus, L. adustus i L. mesomelas.